# 洋蜥鱷
洋蜥鱷（學名：Pelagosaurus）又名佩拉古鱷，意為「開放海洋的蜥蜴」，屬於鱷形超目海鱷亞目，化石發現於現今西歐，當時為淺海的陸緣海，年代為侏儸紀托阿爾階，約1億8300萬到1億7500萬年前。
長久以來，洋蜥鱷的分類處於爭議中，原先歸類於真蜥鱷科，在發現爭議後改列為海鱷亞目的未定位屬。洋蜥鱷的外表類似今日的長吻鱷，兩者應有類似的適應演化與食性。洋蜥鱷的身長估計約3公尺，體重估計約450公斤，外表類似現代長吻鱷，牠們可能有類似的演化適應、食性。

## 發現

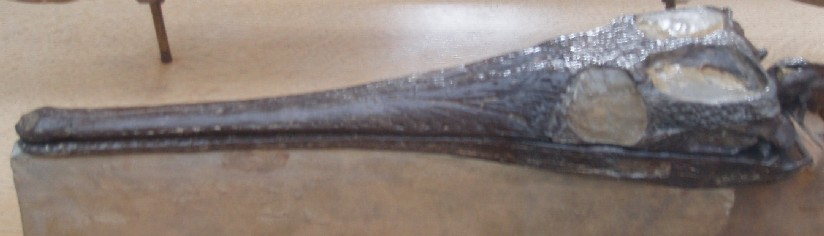
佩拉古鱷的頭骨

洋蜥鱷屬的最早化石發現於諾曼地，但模式種的正模標本是發現於英格蘭薩默塞特郡的Ilminster鎮北方。洋蜥鱷的大部分化石發現於Ilminster鎮地區，主要是Strawberry Bank採石場，該採石場稍早也發現過其他種類的化石。其中一個化石是幼年個體，可供研究牠們的生長模式。除了英國以外，法國、德國也發現了其他化石，尤其是頭骨與天然狀態的骨骼。

## 演化
洋蜥鱷屬於海鱷亞目，但牠們的分類、演化關係有很大的爭議，有以下不同分類法：
1. 真蜥鱷科：是由Eudes-Deslongchamps等人在1863年提出，根據生理特徵上的類似性。[4][5][6][7][8]
2. 地蜥鱷科：由Buffetaut在1980年提出，他將洋蜥鱷列為原始的地蜥鱷科。[9][10]
3. 基礎海鱷類：自從80年代以來，多個親緣分支分類法研究提出洋蜥鱷是真蜥鱷科與地蜥鱷科的姐妹分類單元。[11][12][13]

根據最新近的親緣分支分類法研究，洋蜥鱷是種原始真蜥鱷類，而非原始地蜥鱷類、原始海鱷類。

## 古生物學

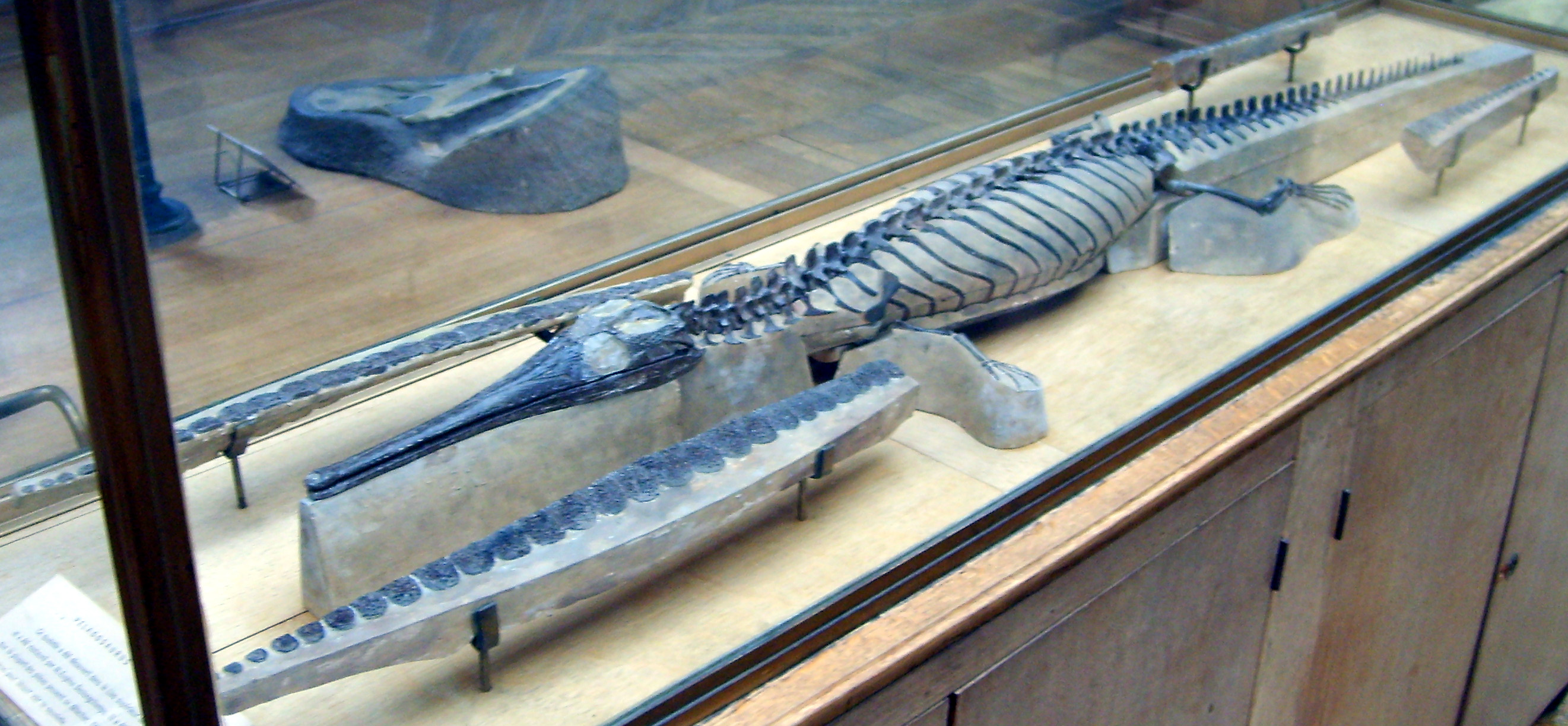
洋蜥鱷的骨骼與鱗甲 - 法國國立自然史博物館

洋蜥鱷是種海生動物，牠們具有流線型的長口鼻部，尾巴有類似鰭的結構，四支類似槳，適合在當時的溫暖淺海中游泳。洋蜥鱷有30顆牙齒。其中一個化石的腹部區域曾發現美鱗魚（Leptolepis，早期真骨魚類）的化石。牠們的眼睛常向前方，與流線型的身體，顯示洋蜥鱷是種掠食動物，而非食腐動物或伏擊動物。洋蜥鱷的外表與現今鱷魚類似，可能以類似的方式游泳，將尾巴左右揮擺向前移進，但洋蜥鱷的脊椎較為靈敏。科學家推測，洋蜥鱷可能大部分時間待在水中，並在岸邊產卵或休息。